# 誰だ! (Radio Edit)
「誰だ! (Radio Edit)」（だれだ - レディオ・エディット）は、日本の音楽ユニットである電気グルーヴの楽曲。
1996年5月22日にKi/oon Sony Recordsより7枚目のシングルとしてリリースされた。6枚目のオリジナル・アルバム『ORANGE』（1996年）からのリカットとして、前作「虹」（1995年）よりおよそ1年1か月ぶりのリリースとなった。作詞は石野卓球およびピエール瀧、作曲は石野が担当、電気グルーヴによるセルフ・プロデュースとなっている。
アルバム『ORANGE』の曲作り合宿の際に唯一制作された曲であり、石野は本作の音楽性を「リフ勝負のロックンロール」と述べている。本作はNHK総合テレビジョン『ポップジャム』（1993年 - 2007年）のオープニングテーマとして使用された以外にも、フジテレビ系クイズ番組『天才!ヒポカンパス』（1996年）のオープニングテーマや毎日放送制作の特撮テレビドラマ『古代少女ドグちゃん』（2009年）のエンディングテーマとしても使用された。
オリコンチャートでは最高位72位となった。

## 制作、音楽性
本作は6枚目のオリジナル・アルバム『ORANGE』のための曲作り合宿の際に唯一制作された曲である。同合宿の際に石野卓球は全く仕事をせず、卵拾い牧場やサファリパークなどに出かけ遊んでいた。ディレクターが同行している手前、誰かが仕事をしている振りをしなければならないと考えたピエール瀧は一人で音源を制作していた。しかし石野は誤って瀧が制作したサンプラーのデータを消去、「おい、瀧! なんかカリカリ言ってるぞ!」と瀧に伝えたが、寝起きであった瀧は「ああ? いいや、あとからみるわ」と述べ再び就寝したという。
イントロ部分は瀧がスチャダラパーのBoseから貸与されたレコードからサンプリングされた。そのためデモテープの段階ではタイトルが「ボーズ」とされていたが、Bose本人には全く知らされていない状況であった。本作は再録音できないという石野の考えから、歌入れは1テイクで終了している。当初はサビのコードも決定しており、ユーロビートおよびエレクトロ・ポップのような音楽性の歌メロディーが使用されていたが、最終的に叫び声が最も適しているとの判断からリリースされたバージョンのような音楽性へと変更された。後に石野は本作の音楽性を「海外のライブでもやって、ステージ映えする曲。リフ勝負のロックンロールだね」と述べている。
タイトルは「ツアーめがね」で発売されたピエール瀧ソロTシャツが元ネタになっている。カップリング曲の「YESTERDAY」は、オーケストラをバックに瀧の泣き声と悲鳴を収録した録り下し曲となっている。

## リリース、メディアでの使用
1996年5月22日にKi/oon Sony Recordsより8センチCDでリリースされた。当初はシングルとしてリリースする予定は無かったが、タイアップが急遽決まった為に演奏時間を一部カットして演奏時間を短縮する形でリリースされた。
リリース当初はNHK総合テレビジョン『ポップジャム』（1993年 - 2007年）のオープニングテーマとして使用された。後にフジテレビ系クイズ番組『天才!ヒポカンパス』（1996年）のオープニングテーマとしても使用され、さらに毎日放送制作の特撮テレビドラマ『古代少女ドグちゃん』（2009年）のエンディングテーマとして使用された。

## ミュージック・ビデオ
本作のミュージック・ビデオはプライベートビデオで構成されており、終盤は当時の電気グルーヴのライブショットの連続となっている。本作のミュージック・ビデオに関して当初は外部に発注していたが、文字が上から落ちてくるなどの演出が完全に剽窃であり、また面白さのセンスがタウン情報誌のギャグセンスのようで、メンバーとは全く価値観が異なる人物が制作していたため一度も放送せずにお蔵入りとなった。その後締め切りに間に合わないとの理由から、瀧が手元にあったビデオカメラに収録された映像を編集して急遽ビデオを制作することとなった。そのビデオにはメンバーが前マネージャーとともに卵拾い牧場で目玉焼きを焼くシーンや、韓国の男性による食事シーンなどが使用された。

## シングル収録曲
| #         | タイトル                     | 作詞                 | 作曲         | 編曲      | 時間  |
| --------- | ---------------------------- | -------------------- | ------------ | --------- | ----- |
| 1.        | 「誰だ!」(RADIO EDIT)        | 石野卓球、ピエール瀧 | 石野卓球     |           | 4:15  |
| 2.        | 「誰だ!」(GROOVE YARD REMIX) | 石野卓球、ピエール瀧 | 石野卓球     |           | 7:53  |
| 3.        | 「YESTERDAY」                |                      | 電気グルーヴ | 国本佳宏  | 4:36  |
| 合計時間: | 合計時間:                    | 合計時間:            | 合計時間:    | 合計時間: | 16:44 |